# Дейвис, Джон (футболист)
Джон Де́йвис (англ. John Davies или англ. John Davis) — английский футболист, вратарь. Выступал за клубы «Херст», «Берзлем Порт Вейл» и Ньютон Хит в конце XIX века.

## Футбольная карьера
Играл за клуб «Херст». Летом 1889 года перешёл в «Берзлем Порт Вейл». Дебютировал за клуб 2 сентября 1889 года в товарищеском матче против «Халлиуэлла», который завершился со счётом 1:1. Вскоре стал игроком основного состава. Стал первым игроком в истории «Порт Вейла», которому была показана красная карточка. Произошло это 3 мая 1890 года в матче против «Уолсолл Таун Свифтс», в котором оппонент пнул его, а он нанёс тому удары в ответ. В январе 1891 года потерял место в основном составе, а в следующем году покинул клуб как свободный агент.
В июле 1892 года перешёл в клуб «Ньютон Хит». В основном составе «язычников» дебютировал 14 января 1893 года в матче против «Ноттингем Форест» на стадионе «Норт Роуд». После этого провёл за клуб ещё шесть матчей в лиге и два «тестовых» матча против «Смолл Хит» за право остаться в Первом дивизионе.

## Статистика выступлений
| Клуб       | Сезон   | Дивизион        | Лига | Лига | Кубок Англии | Кубок Англии | Прочие | Прочие | Итого | Итого |
| Клуб       | Сезон   | Дивизион        | Игры | Голы | Игры         | Голы         | Игры   | Голы   | Игры  | Голы  |
| ---------- | ------- | --------------- | ---- | ---- | ------------ | ------------ | ------ | ------ | ----- | ----- |
| Ньютон Хит | 1892/93 | Второй дивизион | 7    | −19  | 0            | 0            | 2      | −3     | 9     | −22   |